# 木地谷俊行
木地谷 俊行（きじたに としゆき、1982年9月9日 - )は、日本のナレーター、声優。大阪府出身。
所属事務所はキャラ。

## 出演

### テレビ
- ぱちんこ・ぱちすろ重盛道場
- 歴史秘話ヒストリア
- 知っとこ!
- 密着!仕事人!

### テレビCM
- チャペルグリーンベル
- ライフコーポレーション
- 琵琶湖バレイ
- 日成アドバンス
- 京都トヨペット
- 竹田製粉製麺工場
- 足立病院
- 自動車整備振興会
- 株式会社クボタ

### ラジオCM
- エフエム大阪
- エフエム滋賀
- エス・バイ・エル株式会社
- ぐるなび
- JD共済
- ヤナセブランドスクエア

### VPナレーション
- 関西大学
- ダスキン
- ファイテン
- 日本イーライリリー
- 日立製作所
- 京セラ株式会社
- 大台フードプロジェクト
- アグリテクノ矢崎
- 大阪商工会議所

### 吹き替え
- 結婚って、幸せですか（ラン・ティエンウェイ）

### 館内・Webナレーション
- コープこうべ、ライフ鮮の市
- ジャンバリコミック
- ステーションプラザてんのうじ
- ニチレイ

### キャラクター
- ドラッグイレブン（イレじい）
- パチンコ
  - CR ヴァンヘルシング～ハンティングラッシュ～（ヴァンヘルシング）
  - CR 豪血寺一族（大山礼児）
- 藤和不動産（フクロウ、カニ、リス、ラッコ）

### 舞台・朗読
- カオス
- ピックポケット
- 花まんま
- 大阪タワー
- お芝居ユニット「OPI」